# Énergie électrique de la pression des profondeurs marines
L'énergie électrique de la pression des profondeurs marines repose sur la conversion d'une différence de pression entre deux milieux : l'eau de mer naturellement pressurisée et une enceinte vide ou faiblement pressurisée. Ce différentiel permet d'entraîner un moteur hydraulique, lui-même couplé à un générateur électrique monté sur le même axe.

## Principe
Dans un fluide possédant une masse significative, la colonne de fluide située au-dessus d’un objet exerce sur celui-ci une pression, dépendant de sa masse et du champ de gravité ainsi que de la surface de l'objet. Dans une station sous-marine, la pression de l'air ambiant doit être gardée aussi proche que possible de la pression atmosphérique au niveau de la mer (1 013 hPa), alors que la pression de l'eau environnante augmente d’une atmosphère chaque fois que la profondeur augmente de 10 m. Cela crée, au voisinage d'une telle station, une différence de pression dont l'énergie peut être récupérée pour entraîner un générateur,,.
En production d'énergie, l'eau de mer fait pression sur une vessie souple contenant un fluide, dont le déplacement fait tourner le moteur hydraulique. La capacité de création d'énergie électrique est limitée par la quantité de fluide disponible. Ensuite, une fois que tout le fluide s'est déplacé, il faut le pomper pour le ramener dans la vessie. Cela consomme plus d'énergie que l'énergie produite initialement. Le système permet par exemple à un robot télécommandé (ROV) de s'arrimer à la station et de se charger du pompage pour la recharge : cela évite de ramener la station à la surface pour, par exemple, remplacer une pile. Pour les missions de longue durée en profondeur, les systèmes exploitant les différences de pression peuvent donc présenter un avantage. Les premiers systèmes expérimentaux ont été testés dans les années 2000.

## Stockage de l'énergie dans les profondeurs marines
Un institut allemand mène depuis 2011 le projet « Stored Energy in the Sea » (StEnSea). Il s'agit d'immerger des sphères en béton vides dans l'océan, à des centaines de mètres de profondeur. La différence de pression est utilisée pour faire entrer de l'eau dans la sphère en faisant tourner une turbine et générer ainsi de l'électricité, qui est alors envoyée sur le réseau électrique. Lorsque la sphère est emplie d'eau, le même réseau électrique devient source d'énergie pour le pompage qui rejette l'eau dans la mer. Ce système permet de stocker l'énergie, lorsqu'elle est en surplus, au fond de la mer donc en économisant des surfaces terrestres.
Une sphère du système StEnSea fait 9 mètres de diamètre, pèse 400 tonnes, et doit être déposée entre 600 et 800 mètres de profondeur pour une efficacité maximale. Elle peut stocker de quoi alimenter un foyer américain moyen pendant environ deux semaines. De premiers essais ont été menés avec succès en Europe dans le lac de Constance, mais sur une version plus petite.
Les chercheurs estiment qu'à long terme, ce type de stockage pourrait concurrencer le stockage d'énergie par pompage-turbinage d'un bassin d'eau vers un bassin placé à une altitude supérieure. Son atout est qu'il requiert une configuration topographique moins rare et qu'il présente un gros potentiel de stockage. Par exemple, les côtes maritimes du Japon, du Portugal ou de la Norvège se prêteraient bien à ce type de technologie. Les chercheurs estiment que, pour le monde entier, en comptant les stockages dans les lacs profonds, la capacité totale de stockage serait équivalente à la consommation d'électricité de 75 millions de foyers pendant une année. Le coût du système est plus élevé que celui du classique pompage-turbinage, mais reste compétitif, selon les chercheurs. Avec un investissement initial de 177 dollars par kilowattheure, le coût de stockage d'un kilowattheure devrait être de 5,1 cents (soit 4,6 centimes d'euros). Pompes et turbines doivent être changées tous les 20 ans, mais la structure en béton devrait durer 50 à 60 ans,.